# Сарибай-бі
Сариба́й-бі (каз. Сарыбай би) — село у складі Жамбильського району Алматинської області Казахстану. Адміністративний центр Карасуського сільського округу.
До 2007 року село називалось Карасу.
Населення — 3259 осіб (2021; 1648 у 2009, 1444 у 1999, 1521 у 1989).